# Tetela del Volcán
Tetela del Volcán là một đô thị thuộc bang Morelos, México. Năm 2005, dân số của đô thị này là 17255 người.